# Giampiero Catone
Giampiero Catone (Napoli, 1º giugno 1956) è un politico e editore italiano.

## Biografia
Giampiero Catone è un commercialista, editore, giornalista e politico italiano. Membro del comitato editoriale del quotidiano “La Discussione”, è anche Direttore Responsabile del mensile “Comunichiamo”. 
Laureato in scienze politiche presso l'Università degli Studi "Gabriele d'Annunzio" di Chieti, si iscrive all’Albo dei dottori commercialisti e dei revisori contabili. Il suo percorso professionale, iniziato in parallelo con gli studi, si arricchisce subito con diverse esperienze come consulente finanziario. Nel 1999 fa il suo ingresso nel CdA dell’Università San Pio V di Roma, ricoprendo anche il ruolo di docente della facoltà di Scienze Politiche. Sono gli anni della crescita professionale e politica. Nel 2001 e nel 2004 è rispettivamente Dirigente presso il Parlamento Europeo e presso la Presidenza del Consiglio dei Ministri
Sempre nel 2001, il suo impegno politico nei Cristiani Democratici Uniti (CDU) viene premiato con la nomina a capo della segreteria del Ministro per le Politiche Comunitarie Rocco Buttiglione. L’anno successivo, dopo essere diventato giornalista pubblicista, Giampiero Catone assume il ruolo di Direttore Politico del quotidiano “La Discussione”.
Dal 2009 è proprietario della società editrice del quotidiano politico La Discussione.

### Elezione a deputato
Alle elezioni politiche del 2006 viene eletto alla Camera dei Deputati nelle liste di Forza Italia e aderisce al gruppo DCA-Nuovo PSI.  
Alle elezioni politiche del 2008 viene riconfermato tra le file del Popolo della Libertà. Successivamente promuove la trasformazione dei circoli de La Discussione in un movimento interno al Popolo della Libertà. Il 23 settembre 2010, lascia il gruppo del PdL per aderire a Futuro e Libertà per l'Italia.
Fu l'unico finiano a non firmare la sfiducia al governo Berlusconi, presentata da FLI, UDC, ApI e MpA: il 14 dicembre 2010, decide di votare la fiducia e annunciò l'abbandono di FLI, per passare al gruppo misto. Il 5 maggio 2011  nominato sottosegretario di Stato al Ministero dell'Ambiente e della Tutela del Territorio e del Mare del Governo Berlusconi IV.

### La nascita di Intesa Popolare
In occasione delle elezioni politiche del 2013 costituisce la lista Intesa Popolare, che si colloca nella coalizione di centro-destra guidata da Silvio Berlusconi; a tal proposito Catone è ricandidato alla Camera dei Deputati come capolista nelle circoscrizioni Lazio 1, Lazio 2, Campania 1, Campania 2, Puglia e Calabria, tuttavia non viene rieletto, in quanto tale lista ottiene solamente lo 0,08% a livello nazionale e il 3% nelle circoscrizioni in cui era presente e non permette di eleggere alcun deputato.

### Il percorso con Rotondi e altre attività
Nel giugno del 2015 aderisce al nuovo partito di Gianfranco Rotondi "Rivoluzione Cristiana", soggetto politico legato a Forza Italia, divenendone coordinatore nazionale.. Conclusasi l’esperienza politica, si dedica nuovamente all’insegnamento, al giornalismo e alla professione di dottore commercialista. 
Negli anni successivi è infatti docente di Economia internazionale presso l’Università degli Studi Link Campus di Catania, mentre dal 2019 al 2021 ha ricoperto il ruolo di Direttore Responsabile de “La Discussione”. Attualmente Giampiero Catone fa parte del Comitato editoriale del quotidiano e opera in qualità di Direttore Responsabile per il mensile “Comunichiamo”. È Commendatore dell’Ordine di San Gregorio Magno e Cavaliere dell’Ordine del Santo Sepolcro.
Il 10 maggio 2022 viene eletto presidente di Verde è Popolare. Ricoprirà la stessa carica dall’anno seguente anche nella Democrazia Cristiana con Rotondi.

## Procedimenti giudiziari
Il 9 maggio 2001, Catone venne arrestato assieme al fratello Massimo e ad altre tre persone per poi essere liberato il giorno dopo, unitamente a tutti gli altri, perché non sussistevano le condizioni della detenzione. Secondo l'accusa, Catone sarebbe stato coinvolto in due bancarotte fraudolente da 25 miliardi di lire ciascuna e nell'indebito ottenimento di 12 miliardi di lire di finanziamenti a fondo perduto, tramite presentazione di documentazione falsa. Il 23 febbraio 2012 è stato condannato in primo grado. La sentenza è stata cancellata dalla Corte di Cassazione il 3 marzo del 2015.
Nel 2003, venne rinviato a giudizio anche per il fallimento della Abatec, un'industria che fabbricava macchine per pannolini. Catone è stato assolto con formula piena per 9 dei 12 capi d'accusa, insieme agli amministratori legali delle 2 società coinvolte, mentre i restanti 3 sono stati dichiarati prescritti.